# Global Forum on Migration and Development
Das Global Forum on Migration and Development (GFMD) (deutsche Bezeichnung: Globales Forum für Migration und Entwicklung) ist eine von den Mitgliedstaaten der Vereinten Nationen initiierte Initiative, um die Zusammenhänge zwischen Migration und Entwicklung auf praktische und handlungsorientierte Weise anzugehen. Es ist ein informeller, unverbindlicher, freiwilliger und staatlich geführter Prozess, der den Höhepunkt von mehr als einem Jahrzehnt des internationalen Dialogs über die wachsende Bedeutung der Verbindungen zwischen Migration und Entwicklung darstellt. Es spiegelt die schrittweise Anerkennung der Grenzen eines streng nationalen Ansatzes für Migrationsfragen und deren Auswirkungen auf globaler Ebene in einem zwischenstaatlichen Rahmen wider.
Das Globales Forum für Migration und Entwicklung arbeitete in mehreren Sitzungen den Konsens für den Globalen Pakt für eine sichere, geordnete und reguläre Migration aus.

## Beteiligung von Zivilgesellschaft und Wirtschaft
Angesichts der gesellschaftlichen Implikationen dieser Fragen waren Vertreter der Zivilgesellschaft von Anfang an in diesen Prozess eingebunden. Die GFMD-Wirtschaftsbeteiligung wurde auf dem GFMD-Gipfel 2015 in Istanbul befürwortet, diese bringt eine Perspektive aus der Wirtschaft in das Forum ein. Es besteht ein gegenseitiges Interesse zwischen Regierungen, der Privatwirtschaft und der Zivilgesellschaft, eine transparentere, effektivere und humanere Migrationspolitik unter Berücksichtigung der Arbeitsmarkterfordernisse zu fördern. Die Internationale Organisation der Arbeitgeber (IOE) und das Global Future Council on Migration des Weltwirtschaftsforums koordinieren die Arbeit des GFMD-Geschäftsmechanismus. Zusammen bilden sie die Business Advisory Group. Der „GFMD Business Mechanism“ ist am IOE in Genf untergebracht.

## Ziele des Globalen Forum für Migration und Entwicklung
- Politischen Entscheidungsträgern und hochrangigen politischen Praktikern einen Ort zu bieten, in dem sie relevante politische Maßnahmen und praktische Herausforderungen und Möglichkeiten des Zusammenhangs zwischen Migration und Entwicklung informell diskutieren und mit anderen Interessengruppen, einschließlich Nichtregierungsorganisationen, Experten und Migrantenorganisationen, zusammenarbeiten können, um die praktische Entwicklung zu fördern und handlungsorientierte Ergebnisse auf nationaler, bilateraler und internationaler Ebene;
- Austausch bewährter Verfahren und Erfahrungen, die unter anderen Umständen dupliziert oder angepasst werden können, um die Entwicklungsvorteile von Migration und Migrationsströmen zu maximieren;
- Ermittlung von Informationen, politischen und institutionellen Lücken, die zur Förderung von Synergien und einer stärkeren politischen Kohärenz auf nationaler, regionaler und internationaler Ebene zwischen den Bereichen Migration und Entwicklung erforderlich sind;
- Aufbau von Partnerschaften und Kooperationen zwischen Ländern sowie zwischen Ländern und anderen Interessengruppen wie internationale Organisationen, Diaspora, Migranten, Hochschulen usw. im Bereich Migration und Entwicklung;
- Strukturierung der internationalen Prioritäten und der Agenda zu Migration und Entwicklung.[3]